# حسين عبد الكريم
حسين عبد الكريم (20 نوفمبر 1987) لاعب كرة قدم بحريني يلعب حاليا لصالح نادي الدرجة الأولى النجمة البحريني في مركز الوسط المدافع من 2005 كما يجيد اللعب في مركز الوسط المحوري.

## الإنجازات
- كأس ملك البحرين (2): 2006، 2007